# Station Pommevic
Station Pommevic is een voormalig spoorwegstation in de Franse gemeente Pommevic. Het werd gesloten op 2 juli 2017.